# Baldomero Fahlström
Fredrik Waldemar (Baldomero) Fahlström, född 18 april 1870 i Uddevalla, död i november 1913 under en resa mellan Chile och Sverige, var en svensk teckningslärare och porträttmålare.
Han var son till apotekaren Adolf Fredrik Fahlström och Catharina Elisabeth Tollstorp. Fahlström var åren 1903-1913 anställd som lärare i landskaps- och perspektivteckning vid krigsskolan i Valparaiso. Han var mycket berest. Hans konst består av teckningar och kopior av Velazquez målningar samt porträtt. 